# Еберхард фон Оксенщайн
Еберхард фон Оксенщайн-Грайфенщайн (на немски: Eberhard von Ochsenstein-Greifenstein; * пр. 1217; † 1256) от фамилията на господарите на Оксенщайн, е господар на замък Грайфенщайн в Елзас.

## Произход и наследство
Той е син на Ото I фон Оксенщайн († 1217). Брат е на Ото II фон Оксенщайн († 1241), господар на господството и замък Оксенщайн, Бертолд († 1265), архдякон в Страсбург, Хайнрих († 1261/1262), архдякон в Страсбург, Конрад I († пр. 1225), Бурхард († сл. 1241), Фридрих († сл. 1241), Агнес († сл. 1235) и Аделхайд фон Оксенщайн († 27 януари 1241), омъжена пр. 1228 г. за Бернанд фон Шарох († 1241).
Баща му Ото I се разболява през 1217 г. и разделя собствеността си между тримата му сина. На Еберхард е обещана къщата (domus) на фогтовете фон Васелнхайм. Той не я използва обаче като жилище, а се нанася след скорошната смърт на по-малкия му брат Конрад в замъка му Грайфенщайн, намиращ се на шест километра северно от Саверн.

## Фамилия
Еберхард фон Оксенщайн-Грайфенщайн се жени за Има фон Ландсберг († сл. 1246), дъщеря на Лентфрид фон Ландсберг. Те имат децата:
- Анна фон Грайфенщайн, омъжена за Лютфрид фон Ландсберг
- Еберхард фон Грайфенщайн (* пр. 1246), баща на Еберхард фон Грайфенщайн († 1304/11 декември 1307]), Ото фон Грайфенщайн († сл. 1304), Хесо фон Грайфенщайн († 1304/1306])
- Агнес фон Грайфенщайн (* пр. 1246)
- Йохан фон Грайфенщайн (* пр. 1246)
- Цимбария фон Грайфенщайн (* ор. 1246)
- дете фон Грайфенщайн († сл. 1265)